# Yattering
Yattering byla polská death metalová kapela založená v roce 1991 ve městě Gdaňsk. Název pocházel z povídkové sbírky The Yattering and Jack anglického spisovatele Clive Barkera.
První demo Abyss... vyšlo roku 1995. První studiové album s názvem Human's Pain bylo vydáno v roce 1998. Kapela se rozpadla v roce 2006, na kontě měla 4 dlouhohrající desky.

## Diskografie

### Dema
- Abyss... (1995)
- The Sick Society (1996)
- Promo '97 (1997)

### Studiová alba
- Human's Pain (1998)
- Murder's Concept (2000)
- Genocide (2003)
- III (2005)

### Video
- Creative Chaos (2000)

### Kompilace
- Live Extermination (2004)